# Giannelli Imbula
Gianelli Imbula (Vilvoorde, 12 september 1992), geboren als Gilbert Imbula Wanga, is een Frans-Congolese voetballer die doorgaans als middenvelder speelt. Hij tekende in februari 2016 een contract tot medio 2021 bij Stoke City, dat circa €20.000.000,- voor hem betaalde aan FC Porto.

## Carrière

### Jeugd
Gianelli Imbula werd op 12 september 1992 geboren in het Belgische Vilvoorde, maar groeide op in Argenteuil, een voorstad van Parijs. Op jonge leeftijd sloot hij zich aan bij de jeugd van US Argenteuil, dat hij in 2000 inruilde voor Racing Club. In 2004 stapte hij over naar de jeugdopleiding van Paris Saint-Germain, maar na een jaar keerde hij terug naar Racing Club. Op 15-jarige leeftijd verliet de middenvelder Parijs en ging hij aan de slag bij EA Guingamp.

### EA Guingamp
Hij maakte zijn profdebuut voor EA Guingamp in de Ligue 2 op 16 oktober 2009 tegen Dijon. Hij was toen zeventien jaar, één maand en vier dagen oud. Daarmee was hij de jongste speler ooit in de Ligue 2. In meer dan driekwart van de wedstrijden die hij speelde, startte hij in de basiself. Imbula groeide in korte tijd uit tot een vaste waarde in het elftal van trainer Jocelyn Gourvennec. In het seizoen 2012/13 werd hij met Guingamp vicekampioen, waardoor de club naar de Ligue 1 promoveerde. Na afloop van het seizoen werd hij verkozen tot beste speler van de Ligue 2.

### Olympique Marseille
Op 19 juli 2013 werd Imbula voor 7,5 miljoen euro verkocht aan Olympique Marseille. Hij tekende een vijfjarig contract bij de Zuid-Franse club en speelde er zich meteen in de kijker van onder meer Chelsea. In zijn eerste seizoen kwam de middenvelder ook in actie in de groepsfase van de UEFA Champions League. In het seizoen 2014/15, waarin hij onder de Argentijnse hoofdcoach Marcelo Bielsa een belangrijke speler werd, kreeg Imbula aanbiedingen van AC Milan, Internazionale, Valencia en West Ham United. Willy Ndangi, de vader en makelaar van Imbula, verklaarde achteraf dat hij bedreigd werd door het bestuur van Inter.

### FC Porto
Imbula tekende in juli 2015 een contract tot medio 2020 bij FC Porto, dat circa 20 miljoen euro voor hem betaalde aan Marseille.

## Clubstatistieken
| Seizoen | Club                | Competitie       | Competitie | Competitie | Beker | Beker | Supercup | Supercup | Ligabeker | Ligabeker | Europa | Europa | Totaal | Totaal |
| Seizoen | Club                | Competitie       | Wed        | Goals      | Wed   | Goals | Wed      | Goals    | Wed       | Goals     | Wed    | Goals  | Wed    | Goals  |
| ------- | ------------------- | ---------------- | ---------- | ---------- | ----- | ----- | -------- | -------- | --------- | --------- | ------ | ------ | ------ | ------ |
| 2009/10 | EA Guingamp         | Ligue 2          | 2          | 0          | 0     | 0     | —        | —        | 0         | 0         | —      | —      | 2      | 0      |
| 2010/11 | EA Guingamp         | Ligue 2          | 28         | 2          | 1     | 0     | —        | —        | 4         | 0         | —      | —      | 33     | 2      |
| 2011/12 | EA Guingamp         | Ligue 2          | 27         | 0          | 0     | 0     | —        | —        | 3         | 0         | —      | —      | 30     | 0      |
| 2012/13 | EA Guingamp         | Ligue 2          | 34         | 2          | 2     | 0     | —        | —        | 0         | 0         | —      | —      | 36     | 2      |
| 2013/14 | Olympique Marseille | Ligue 1          | 29         | 1          | 2     | 0     | —        | —        | 2         | 0         | 4      | 0      | 37     | 1      |
| 2014/15 | Olympique Marseille | Ligue 1          | 37         | 2          | 1     | 0     | —        | —        | 1         | 0         | —      | —      | 39     | 2      |
| 2015/16 | FC Porto            | Primeira Liga    | 10         | 0          | 2     | 0     | —        | —        | 3         | 0         | 5      | 0      | 20     | 0      |
| 2015/16 | Stoke City          | Premier League   | 14         | 2          | 0     | 0     | —        | —        | 0         | 0         | —      | —      | 14     | 2      |
| 2016/17 | Stoke City          | Premier League   | 12         | 0          | 1     | 0     | —        | —        | 2         | 0         | —      | —      | 15     | 0      |
| 2017/18 | → Toulouse FC       | Ligue 1          | 30         | 1          | 0     | 0     | —        | —        | 2         | 0         | —      | —      | 32     | 1      |
| 2018/19 | → Rayo Vallecano    | Primera División | 22         | 1          | 2     | 0     | —        | —        | —         | —         | —      | —      | 24     | 1      |
| Totaal  | Totaal              | Totaal           | 245        | 11         | 11    | 0     | 0        | 0        | 17        | 0         | 9      | 0      | 282    | 11     |

## Interlandcarrière
In 2012 werd Imbula opgeroepen voor het voetbalelftal van Congo-Kinshasa, maar de middenvelder ging niet in op de selectie en besloot te wachten op zijn Franse naturalisatie. In februari 2012 werd hij tot Fransman genaturaliseerd. Enkele maanden later werd hij voor het eerst geselecteerd voor het Frans voetbalelftal onder 20. In 2014 werd Imbula ook gecontacteerd door Marc Wilmots, bondscoach van België. De middenvelder beschikt niet over een Belgisch paspoort, maar kan zich wel tot Belg laten naturaliseren omdat hij in Vilvoorde geboren is. In oktober 2015 berichtte L'Equipe dat Imbula zich tot Belg zou naturaliseren en hoopte op een selectie voor de Rode Duivels.

## Erelijst
| Individueel             |    |      |
| Beste speler in Ligue 2 | 1x | 2013 |

1 Cárdenas ·
2 Rațiu ·
3 Chavarría ·
4 Díaz ·
5 Aridane ·
6 Ciss ·
7 Isi ·
8 Trejo  ·
9 De Tomás ·
10 James ·
11 Nteka ·
12 Guardiola ·
13 Batalla ·
14 Camello ·
15 Gumbau ·
16 Mumin ·
17 U. López ·
18 Á. García ·
19 de Frutos ·
20 Balliu ·
21 Embarba ·
22 Espino ·
23 Valentín ·
24 Lejeune ·
25 Montiel ·
27 Pelayo ·
29 Méndez ·
Coach: Pérez
· Assistent-coach: Adrián